# Bactrocera latifae
Bactrocera latifae
 es una especie de díptero que Anwar Cheema describió por primera vez en 1964. Bactrocera latifae pertenece al género Bactrocera de la familia Tephritidae. Esta especie como plaga agrícola ha sido atacada por los agricultores en Pakistán.